# Dub svatého Petra a Pavla
Dub svatého Petra a Pavla je památný strom dub letní (Quercus robur) v Kadani v okrese Chomutov v Ústeckém kraji.
Roste v Mostecké pánvi v nadmořské výšce 300 m v centru města při kostele svatého Petra a Pavla.

## Základní údaje
Obvod kmene měří 239 cm, koruna stromu dosahuje do výšky 15 metrů (měření 2009). V roce 2009 bylo stáří stromu odhadováno na 100 let.
Dub je chráněn od roku 2007 jako součást kulturní památky a strom s významným vzrůstem.

## Stromy v okolí
- Svatojánská lípa v Kadani
- Lípy u kaple svatého Jana Křtitele
- Nádražní lípa
- Máchův dub
- Svatojakubská hrušeň
- Kadaňská hrušeň
- Kadaňská douglaska